# Shawnee Hills, Ohio
Shawnee Hills là một làng thuộc quận Greene, tiểu bang Ohio, Hoa Kỳ. Năm 2010, dân số của làng này là 681 người.

## Dân số
- Dân số năm 2000: 2355 người.
- Dân số năm 2010: 681 người.